# Oberea strigicollis
Oberea strigicollis är en skalbaggsart som beskrevs av J. Linsley Gressitt 1942. Oberea strigicollis ingår i släktet Oberea och familjen långhorningar. Inga underarter finns listade i Catalogue of Life.